# Mitsubishi Concept CX
O Mitsubishi Concept-CX é um protótipo que irá entrar em produção muito em breve. É um pequeno SUV de pequenas dimensões e que irá entrar para o mercado com um motor 1.8 Turbodiesel common rail de 136cv.